# Нуестра-Сеньйора-де-Лорето
27°30′ пд. ш. 55°32′ зх. д. / 27.500° пд. ш. 55.533° зх. д.
Нуестра-Сеньйора-де-Лорето (ісп. Nuestra Señora de Loreto, Аргентина) — історичне єзуїтське поселення на території Південної Америки. Одне з багатьох християнських місій або редукцій заснованих в 17-му столітті священиками та монахами Товариства Ісуса в іспанській колонізаційній Америці.
Місія Нуестра-Сеньйора-де-Лорето була заснована 1610 року, й знаходиться на території Аргентини, в департаменті Канделарія (Candelaria) провінції Місьйонес. Була зруйнована іспано-португальськими військами під час війни з ґуарані.
1984 року залишки барокових церков єзуїтських місій були оголошені об'єктом всесвітьої спадшини ЮНЕСКО, разом з іншими редукціями в цьому регіоні. Руїни не так добре збереглися як у Сан-Ігнасіо-Міні (також пров. Місьйонес).